# Famille de Villèle
La famille de Villèle est une famille subsistante de la noblesse française, originaire de Toulouse, anoblie par la charge de secrétaire du roi (1633-1674) auprès du Parlement de Toulouse,.
Cette famille compte parmi ses membres un président du Conseil des ministres et un archevêque au XIXe siècle.
Elle ne doit pas être confondue avec une autre famille homonyme subsistante originaire d'Espagne puis établie à Avignon au XVIe siècle.

## Histoire
La branche réunionnaise de la famille de Villèle a joué un rôle dans la colonisation de La Réunion, où elle tenait une plantation, aujourd'hui transformée en un musée.[réf. nécessaire]
La famille de Villèle a été admise à l'ANF en 1944.

## Généalogie simplifiée
- Jehan de Villèle ( -1677), secrétaire du roi à Toulouse. Il épouse en 1627 Jeanne de Peguilhan[4].
  - Jean Guillaume de Villèle (1638-1714), maire de Caraman, épouse en 1668 Anne de Villeneuve[5],[6].
    - Jean Antoine de Villèle (1679-1744) épouse en 1710 Marie de Sanchély[5],[7],[8].
      - Guillaume de Villèle (1714-1803) épouse à Toulouse, en 1760, Jeanne Françoise Baron de Montbel[9],[10],[11].
        - Guillaume Anne de Villèle (1765-1858), capitaine de dragons, chevalier de Saint-Louis. Il épouse en 1802, Jacquette Doniez de Marlisser[12],[13],[14].
        - Guillaume-Aubin de Villèle (1770-1841), archevêque de Bourges et primat des Aquitaines (1824-1841), nommé pair de France

  - Guillaume de Villèle ( -1729), conseiller secrétaire du roi. Il épouse en 1675 Antoinette Ducassé[15].
    - Jean de Villèle (1677-1740) épouse en 1707 Jeanne Monnart[16],[17].
      - Jean Baptiste Guillaume de Villèle (1708-1779), mousquetaire de la garde du roi. Il épouse en 1741, Jeanne Appolonie Degavarret Saint-Léon[18],[19].
        - Louis François Joseph de Villèle (1749-1822) épouse en 1722 Anne Louise Deblanc de la Guisardie[20],[21],[22].
          - Joseph de Villèle (1773-1854), président du Conseil des ministres entre 1821 et 1828, élevé au titre de comte en 1822. Il épouse en 1799 Mélanie Panon Desbassayns
          - Jean Baptiste de Villèle (1780-1848), maire de Saint-Leu (La Réunion). Il épouse en 1803 Gertrude Thérèse Panon Desbassayns[23],[24],[25].
            - Frédéric de Villèle (1811-1886) épouse à La Réunion en 1836 Céline Panon Desbassayns[26].
              - Louis de Villèle (1841-1884) épouse à La Réunion en 1863 Pauline de Villèle[27].
                - Frédéric de Villèle (1873-1939) épouse en 1897 Marthe Lucile Joséphine Vetch[28],[29].
                  - Louis de Villèle (1898-1986), représentant de commerce. Il épouse à Paris 7ème en 1923 Louise Magdeleine Augier de Moussac[30],[31],[32].
                    - Régis de Villèle (1924-2002) épouse à Paris en 1945, Raymonde Bénézech
                      - Véronique de Villèle (1947), animatrice de télévision et coach sportif dans les années 1980

            - Paul de Villèle (1827-1887) épouse en 1852 Élisabeth Camille Vetch[33].
              - Auguste de Villèle (1858-1943), poète

## Portrait

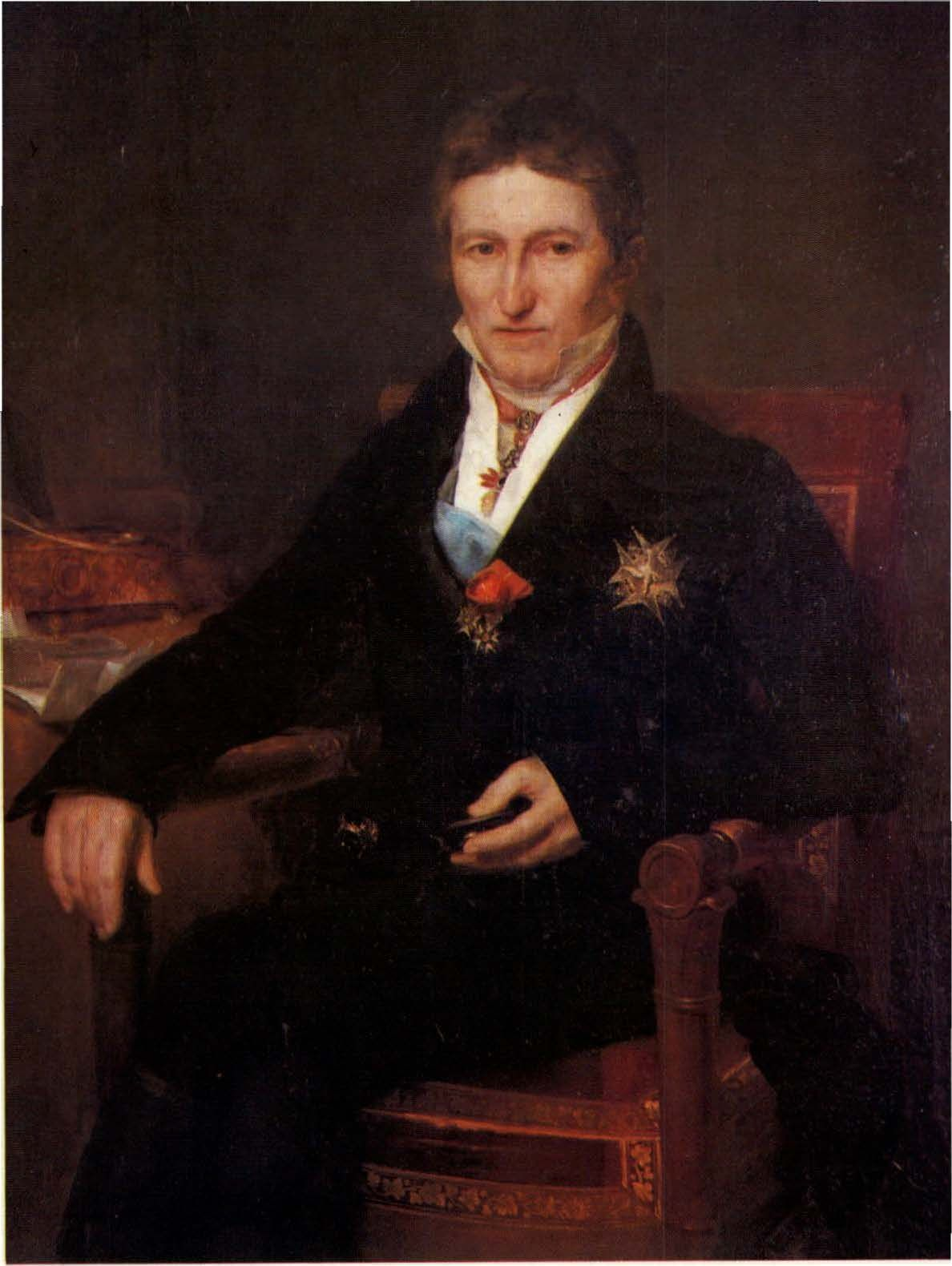
Joseph de Villèle, président du conseil

## Alliances
Les principales alliances de la famille de Villèle sont : de Peguilhan, de Villeneuve, Ducassé (1675), Monnart (1707), de Sanchély (1710), Degavarret Saint-Léon (1741), Baron de Montbel (1760), Blanc de La Guizardie (1772), Doniez de Marlisser (1802), Panon Desbassayns de Richemont (1799, 1803, 1836), Rioult de Neuville (1824), Bellier de Villantroy (1826), de La Fitte de Pelleport (1829), Drouilhet de Sigalas (1838), Bézières de Lépervanche (1838), Vetch (1852, 1897), de Mauléon (1867), Palluat de Besset (1908), Treton de Vaujuas-Langan (1913), Le Coat de Kerveguen (1917).

## Armoiries
| Image | Armoiries |
| ----- | --- |
|       | Armes de la famille de Villèle Parti émanché d'or et d'azur depuis Jean de Villèle, seigneur de Campoliac, Conseiller-secrétaire du Roi en 1633.                                                     |
|       | Joseph de Villèle († 1854), comte de Villèle, baron-pair de France, Président du Conseil des ministres. D'azur, à trois pointes en fasce mouvantes à dextre d'or, au manteau de comte-pair de France |
|       | Guillaume-Aubin de Villèle († 1841), évêque de Soissons, archevêque de Bourges, comte-pair de France. Parti émanché d'or et d'azur                                                                   |

## Pour approfondir